# Мејвуд (Илиноис)
Мејвуд (енгл. Maywood) градић је у америчкој савезној држави Илиноис.

## Демографија
По попису из 2010. године број становника је 24.090, што је 2.897 (-10,7%) становника мање него 2000. године.
| Група             | 2000.          | 2010.          |
| Белци             | 1.488 (5,5%)   | 891 (3,7%)     |
| Афроамериканци    | 22.308 (82,7%) | 17.924 (74,4%) |
| Азијати           | 80 (0,3%)      | 122 (0,5%)     |
| Хиспаноамериканци | 2.843 (10,5%)  | 4.999 (20,8%)  |
| Укупно            | 26.987         | 24.090         |